# Bitva u Petrovic
Bitva u Petrovic byla menším válečným střetem mezi oddíly východočeského husitského svazu spadajícího pod velení Diviše Bořka z Miletínka a Čeňka z Vartenberka a katolickým vojskem slezských knížectví v rámci jeho výpadu na území Českého království v počáteční fázi husitských válek. Odehrála se pravděpodobně 19. září 1421 v okolí vsi Petrovice nedaleko Police nad Metují ve východních Čechách a skončila porážkou a pobitím několika set husitů Slezany. Prohra u Petrovic, jakožto jeden z důsledků uzavření nevýhodného a nedůsledného příměří se Slezany, pak přispěla k prohloubení rozkolu mezi orebity.

## Pozadí
Čáslavský sněm v roce 1421, který přijal jako husitský program čtyři pražské artikuly, odmítl uznat Zikmunda Lucemburského za českého krále. Další křížovou výpravu však neinicioval on, ale kurfiřti z Porýní, rozhořčení z nezdaru první křížové výpravy, z něhož Zikmunda obviňovali. Výpravě požehnal římský kardinál Branda Castiglione. Křižácké plány pro nové tažení zahrnovaly vpád intervenčních sborů do Čech z několika světových směrů. Zikmund s Uhry, Moravany, Rakušany měl směrem ku Praze postupovat z východu a Slezané a Lužičané ze severu, vojska říšských velmožů měla zemi napadnout ze západu. Hlavní síly z Říše, vedené rýnským falckrabětem Ludvíkem III. a arcibiskupy z Mohuče, Trevíru a Kolína nad Rýnem vpadly 28. srpna 1421 do západních Čech. Zikmund Lucemburský vyrazil se svým vojskem se zpožděním, teprve v říjnu.

## Průběh
Již během léta 1421 vtrhly do východních Čech oddíly ze Slezska a Lužice, které napadly a plenily Broumovsko a Trutnovsko. Proti této síle se postavilo vojsko orebitů v čele s Hynkem Krušinou z Lichtenburka, Čeňkem z Vartenberka a knězem Ambožem z Hradce. To posléze obklíčilo slezské a lužické jednotky u Broumova a bylo sjednáno příměří, které navíc vyloučilo útočné tažení do Slezska. S výsledkem jednání razantně nesouhlasil Ambrož, což vedlo k narušení spolupráce mezi oběma šlechtici a orebity. Došlo též k výměně v čele orebitského svazu, kdy Krušinu z Lichtenburka nahradil Diviš Bořek z Miletínka.
Slezské vojsko se nicméně v září 1421 odhodlalo k dalšímu výpadu, navíc podpořenému posádkami z obsazených měst Broumova a Žacléře. Bojovou akci v okolí Petrovic nad Metují datují Staré letopisy české k datu 19. září. Slezské oddíly provedly fingovaný útok na Náchod, který chránili husité s vozovou hradbou. Po tomto útoku simulovali Slezané ústup, načež jej náchodská posádka pronásledovala. Poblíž obce Petrovice v údolí řeky Metuje se však slezské vojsko zformovalo k připravovanému protiútoku, při kterém uštědřilo hůře vyzbrojeným husitům, bez možnosti využití vozové hradby, porážku. Uvádí se, že na bojišti zůstalo odhadem 250 až 300 orebitů.

## Hodnocení bitvy
I přes úspěch u Petrovic se slezská a lužická vojska nepokusila o větší bojové operace, mj. vinou nadcházející zimy a nejistými výsledky křížových tažení. Výprava falckraběte Ludvíka III. skončila po neúspěšném obléhání Žatce naprostým rozkladem a následoval její útěk zpátky za hranice před postupujícími husitskými posilami. Čeněk z Vartenberka pak po vpádu Zikmundova vojska na Moravu přešel na katolickou stranu, toto tažení bylo však po prohrané bitvě u Německého Brodu 8. ledna 1422 zahnáno na ústup pryč ze země.
19. září 2021 byl ve Velkých Petrovicích odhalen památník bitvy s hliníkovou pamětní deskou.